# Pêro da Covilhã
Pêro da Covilhã (spanyolosan Pedro da Covilhao, Covilhã, 1450 körül – 1520 körül) portugál utazó, felfedező, diplomata.

## Életrajza
Portugália Beira tartományában született. Fiatalon Kasztíliába ment, ahol hét éven át Medina Sidonia hercegének szolgálatában állt, Sevilla városában. Miután visszatért Portugáliába, 1474-ben V. Alfonz (Alfonso) király szolgálatába állt, és a Kasztília trónjáért folyó örökösödési háborúban harcolt 1475-től 1479-ig. Elkísérte királyát annak sikertelen segélykérő útjára is XI. Lajos francia király udvarába. Alfonz utódjának, II. Jánosnak uralkodása alatt da Covilhã kémként működött Észak-Afrikában. Tlemcenbe és Fezbe küldték követségbe – ekkoriban tanult meg arabul.

## Utazásai
1487-ben – a firenzei Bartolomeo Marchioni bankár váltóival – II. János elküldte őt, keressen utat India felé. Pár évtizeddel előbb, 1452-ben ugyanis az Etiópiába küldött portugál követ, Lucas Marcos, Rómán keresztül hazaérkezve ismét hírt hozott János pap mesebeli országáról, melyet akkoriban kezdtek Etiópiával azonosítani. János pap országának helyét János király „pontosan tudta” – Antonio de Lisboát és Pedro de Monterroyót épp azért küldte Jeruzsálem be, hogy ott vegyék fel a kapcsolatot az etiópiai zarándokokkal, és tőlük hazájuk felől tudakozzanak. Da Covilhã utazása egybeesett a nevezetes Bartholomeu Diaz utazásával, akit azért küldtek ki, hogy Indiába tengeri úton, Afrika megkerülésével érjen el.
Da Covilhã és társa, Alfonso de Payva Santarem városából indultak útnak, 1487. május 7. napján hagyták el Lisszabont. Barcelonát és Nápolyt érintve Rhodoszra hajóztak, mór kereskedőnek mondva magukat, onnan Alexandriába, Kairóba, majd Adenbe vitorláztak, hová 1488 augusztusában érkeztek el. Itt szétváltak útjaik, de Payva Szomália felé indult, a kontinensen át Etiópia, János pap országa felé.
Da Covilhã Socotra és az indiai Cannanore felé haladt tovább, egy dhow-n, azaz egyárbócos kis arab kereskedőhajón. Onnan 1489-ben Kalkuttába, majd Goára hajózott, és vissza Hormuzba az év telén.
Egy darabig ott időzött, de hamar újra útrakelt, elindult az afrikai partok mentén dél felé, Mogadishu, Malindi, Mombasa és Kilwa érintésével a mozambiki Sofalába, hová 1490. elején el is érkezett. Azonban már az év októberében újra észak felé indult, Adenbe. Az év végére a Vörös-tengeren átkelve már Kairóba érkezett, ott értesült társa, de Payva haláláról. Kairóban találkozott két zsidóval, név szerint Joseph de Lamegóval és Rabbi Abraham de Bejával, János király küldötteivel, egyikükkel, Joseph de Lamegóval, haza is küldte útjainak részletes leírását királyának. 
E beszámoló a keleti fűszerek – többek közt a fahéj, a bors és a szegfűszeg – eredetének és a keletre vezető tengeri útnak leírása.
Abraham rabbival tovább utazva Hormuzba érkezett, elvitorlázott Adenbe, ott Abrahamtól is elvált, a rabbi hazaindult Portugáliába – pontosabban útnak indult Aleppo felé, de sosem derült ki, hogy hazaérkezett-e valaha. Da Covilhã ezután Dzsiddába, a nagy kikötővárosba utazott – ez Mekka tengeri kapuja –, onnan már muzulmán zarándoknak álcázva, tevekaravánnal utazott tovább Mekka felé. Állítólag ő volt az első európai, aki látta a mekkai szentélyt.
Szent Katalin monostorának meglátogatása után visszatért Dzsiddába, majd 1492 telén átkelt Adenbe. A következő évben a szárazföldön indult tovább Etiópia felé, hol megérkezésekor kedvezően fogadta az uralkodó, Eskender, nemesi címet adományozott neki, hozzá birtokot, de örökre tilos volt elutaznia. Útjának végállomásán, Etiópiában tehát letelepedett és megházasodott a portugál utazó, majd harminc esztendőn át, majd hetvenéves koráig a házi tűzhelynél maradt.
Alfonso d'Albuquerque admirális, India alkirálya João Gomest Etiópiába küldte, azzal a megbízatással, kössön szövetséget a portugál királyság és János pap országa közt. Covilhãóra is az egyik követ kísérője, Francisco Alvares atya talált rá, aki korábban 1520-ban Dom Rodrigo de Lima követ útitársa volt. Együtt indultak haza, de da Covilhã már soha nem érkezett meg, csak fia, Rodrigo, mikor 1524-ben ősei sosem látott hazájának, Portugáliának földjére lépett.